# Gúdar-Javalambre
Gúdar-Javalambre (en aragonès: Gúdar-Chabalambre, y en la parla xurra Gúdar-Chavalambre) és una comarca d'Aragó situada al sud de la província de Terol. La comarca viu especialment del turisme, respecte al qual destaquen dues estacions d'esquí, les de Javalambre i de Valdelinares, ambdues del grup Aramón.

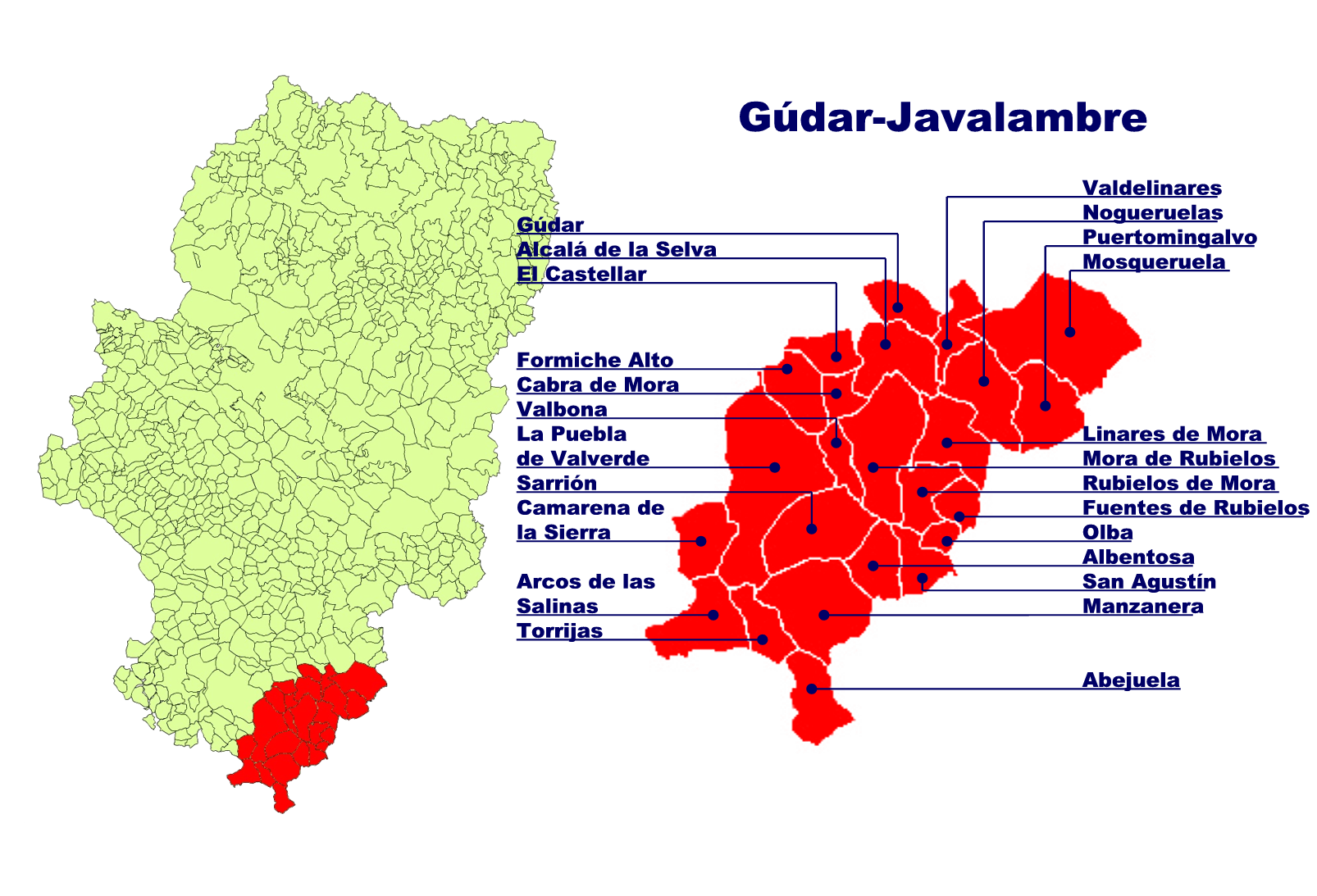
Mapa dels municipis de la comarca Gúdar-Javalambre

| Municipi                                      | Habitants |
| --------------------------------------------- | --------- |
| Abellola (Abejuela)                           | 65        |
| Alventosa (Albentosa)                         | 299       |
| Alcalá de la Selva                            | 499       |
| Arcs de les Salines (Arcos de las Salinas)    | 127       |
| Cabra de Mora                                 | 115       |
| Camarena de la Sierra                         | 159       |
| Castellar, el                                 | 77        |
| Fonts de Rubiols, les (Fuentes de Rubielos)   | 117       |
| Formiche Alto                                 | 202       |
| Gúdar                                         | 100       |
| Llinars de Móra (Linares de Mora)             | 320       |
| Maçanera (Manzanera)                          | 516       |
| Móra de Rubiols (Mora de Rubielos)            | 1.553     |
| Mosquerola (Mosqueruela)                      | 703       |
| Nogueroles (Nogueruelas)                      | 223       |
| Olba                                          | 233       |
| Pobla de Valverde, la (La Puebla de Valverde) | 551       |
| Puertomingalvo                                | 252       |
| Rubiols (Rubielos de Mora)                    | 699       |
| San Agustín                                   | 142       |
| Sarrió (Sarrión)                              | 1.072     |
| Torrijas                                      | 86        |
| Valbona                                       | 216       |
| Vall de Linars (Valdelinares)                 | 134       |
|                                               |           |